# 憎悪のパレード
『憎悪のパレード 池袋ウエストゲートパークXI』（ぞうおのパレード いけぶくろウエストゲートパーク XI）は、2014年7月14日に文藝春秋から出版された石田衣良による連作短編小説集。『池袋ウエストゲートパーク』シリーズの第14作。前作から3年半ぶりの刊行となった。
シリーズに登場するキャラクターが、池袋で行われる排外主義者によるヘイトスピーチに出くわして影響を受けて行動を進めていくという内容である。劇中ではヘイトスピーチを行う集団の独善的な醜悪さが徹底的に描写される。その上で、現代の日本でなぜ他者への憎悪を声高に叫ぶ者が現れるのかという、この問題の本質はどこにあるかというシリーズ特有の同時代性からなる問題提起が行われている。。

## 収録作品
- 北口スモークタワー（初出：『オール讀物』2013年2月号）
- ギャンブラーズ・ゴールド（初出：『オール讀物』2013年6月号 / 2013年7月号）
- 西池袋ノマドトラップ（初出：『オール讀物』2013年9月号）
- 憎悪のパレード（初出：『オール讀物』2014年1月号）

## 書誌情報
- 憎悪のパレード 池袋ウエストゲートパークXI（2014年7月14日、文藝春秋、ISBN 978-4-16-390089-6）
- 憎悪のパレード 池袋ウエストゲートパークXI（2016年9月2日、文春文庫、ISBN 978-4-16-790691-7）